# پامچال غاری
پامچال غاری (نام علمی: Primula specuicola) نام یک گونه از سرده پامچال است.